# Gare de Wabuska
La gare de Wabuska – ou Wabuska Railroad Station en anglais – est une ancienne gare ferroviaire, située dans la ville américaine de Carson City, dans le Nevada. Autrefois située à Wabuska, dans le comté de Lyon, elle a été déplacée en 1983 jusqu'à son site actuel, où elle fait partie du Nevada State Railroad Museum (en). Elle est inscrite au Registre national des lieux historiques depuis le 30 août 1984.